# Delitto sul Po
Delitto sul Po è un film italiano del 2002 scritto e diretto da Antonio Rezza e Flavia Mastrella.

## Trama
Un poliziotto viene inseguito e ucciso da tre persone (un uomo, una donna e un ragazzo) mentre sta parlando al telefono con il commissario. Quest'ultimo ritrova il cadavere nel Po e fa arrestare i tre senza avere alcuna prova della loro colpevolezza.